# Ларионов, Сергей Иванович
Сергей Иванович Ларионов (точные даты рождения и смерти не установлены) — прокурор («Верхней Расправы») Курского наместничества (XVIII век), автор первой книги по истории края. Составил и издал «Описание Курского наместничества из древних и новых о нём известий вкратце» (Москва, 1786). 
«Описание Курскаго наместничества» — первое в печатной литературе систематическое изложение истории Курска. Привлечены материалы древнерусской книжности; писцовые и строельные книги XVII века, труды Н. И. Новикова, М. М. Щербатова, В. Н. Татищева. Также включены личные наблюдения.
Книга стала источником многих представителей курского краеведения; сохраняет своё значение как ценный источник по социально-экономическому положению Курска в конце XVIII века, Белгородской области.
С. И. Ларионов упоминается в справочнике высшего чиновничества Российской империи Сергея Волкова. Тот писал, что Ларионов был на службе с 1768 года. В 1800 году стал действительным статским советником. 1803 году был служащим Министерства императорского двора и уделов. 